# (4273) Dunhuang
(4273) Dunhuang ist ein Asteroid des Hauptgürtels, der am 29. Oktober 1978 am Purple-Mountain-Observatorium in Nanjing entdeckt wurde.
Der Asteroid wurde am 4. August 2001 nach Dunhuang benannt, einer Oasenstadt an der Seidenstraße in der Provinz Gansu im Westen Chinas.